# Стефан Караулан
Стефан Караулан (рум. Ștefan Caraulan; нар. 2 лютого 1989, Молдавська РСР) — молдовський футболіст, захисник.

## Клубна кар'єра
Вихованець «Зімбру-2» (Кишинів). Дорослу футбольну кар'єру розпочав 2007 року в «Рапіді». У 2009 році перейшов до «Дачії». У 2011 році виступав в оренді за «Зімбру» та «Сфинтул Георге». Наступного року перебрався до «Академії» (Кишинів). На початку березня 2014 року став гравцем «Сперанци». На початку липня 2014 року виїхав за кордон, де став гравцем литовського «Шяуляя». В еліті литовського футболу провів 10 поєдинків. На початку 2015 року повернувся до Молдови, виступав за «Спікул» (Кішкерень), «Сфинтул Георге» та «Академія» (Кишинів). Наприкінці 2019 року завершив кар'єру гравця. 

## Кар'єра в збірній
Виступав за молодіжну та олімпійську збірну Молдови.
У футболці національної збірної Молдови дебютував 2012 року в програному (0:4) товариському проти Венесуели.

## Статистика виступів

### У збірній
| Дата      | Місто        | Господарі | Результат | Гості   | Турнір           | Голи | Примітки |
| --------- | ------------ | --------- | --------- | ------- | ---------------- | ---- | -------- |
| 24-5-2012 | Пуерто-Ордас | Венесуела | 4 – 0     | Молдова | товариський матч | -    |          |
| Усього    |              | Матчів    | 1         |         | Голів            | 0    |          |